# Perenniporia cunninghamii
Perenniporia cunninghamii är en svampart som beskrevs av Decock, P.K. Buchanan & Ryvarden 2000. Perenniporia cunninghamii ingår i släktet Perenniporia och familjen Polyporaceae.   Inga underarter finns listade i Catalogue of Life.